# ТММ-3

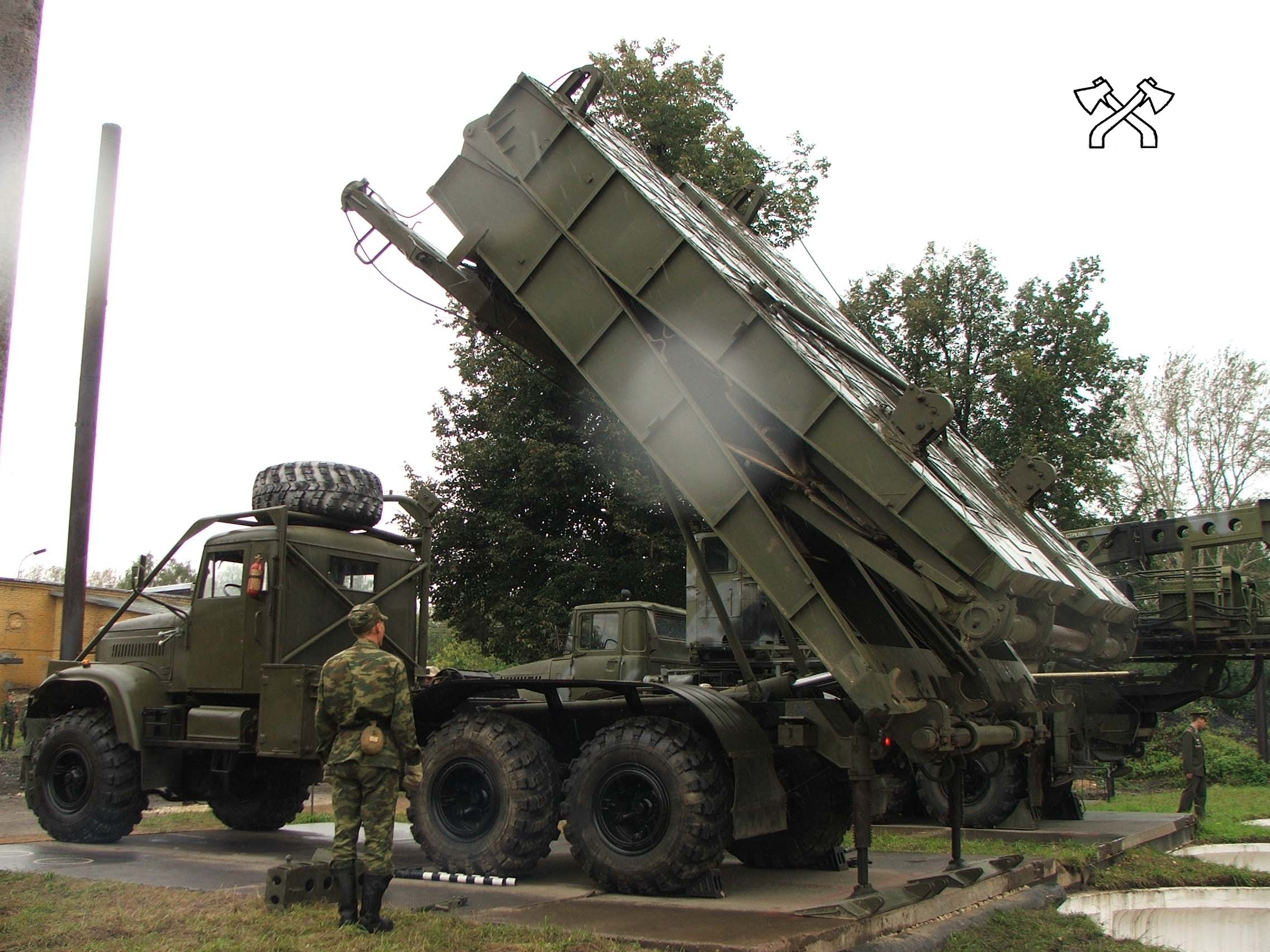
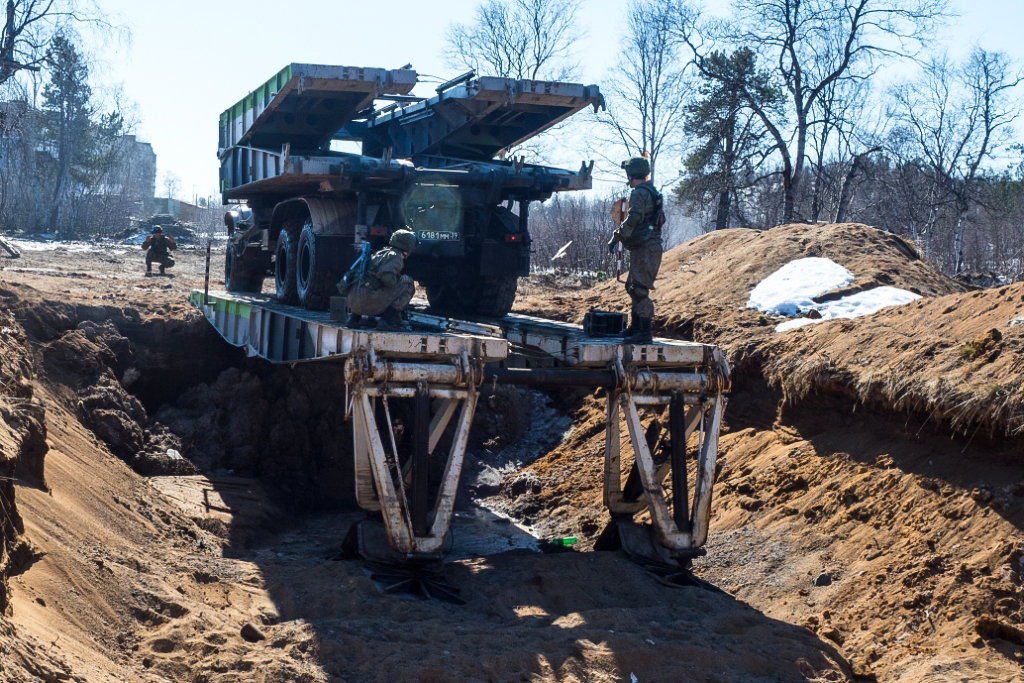

ТММ-3 (тяжкий механізований міст 3) — російський механізований міст. Україна використовує модифікацію ТММ-3М. В ході війни з Росією 6 екземплярів було знищено, 12 захоплено, і ще три захоплено в пошкодженому стані.